# Bothromus minoris
Bothromus minoris är en stekelart som först beskrevs av Davis 1897.  Bothromus minoris ingår i släktet Bothromus och familjen brokparasitsteklar. Inga underarter finns listade.